# Kejáková motolice
Kejáková motolice (zamia staggers, syn: zamiová motolice) je otrava cykasy, projevující se jako nevratné ochrnutí končetin domácích zvířat, zejména u přežvýkavců, kteří spasou listy cykasů rodu Macrozamia. Pod tímto názvem je otrava známa původně v Austrálii.
Otravy ovcí pasoucích se na makrozamiích přináší dva různé a navzájem se vylučující příznaky: 
- zažívací potíže spojené s poškozením jater
- ochrnutí zadních končetin a smrt následkem vyčerpání

Jedovatou látkou, která ochrnutí způsobuje, je β-methylamino-ʟ-alanin (BMAA).
U divokých zvířat nebyla tato otrava pozorována.